# Khnumhotep và Niankhkhnum
Khnumhotep và Niankhkhnum là tên của hai người hầu nam phục vụ dưới triều đại pharaon Nyuserre Ini, thuộc thời kỳ Vương triều thứ 5 trong lịch sử Ai Cập cổ đại. Họ là những "Người giám sát các thợ làm móng trong cung" và "Thợ làm móng của Đức vua". Cả hai được biết đến nhiều nhất qua những miêu tả khác thường so với xã hội đương thời, khiến nhiều nhà nghiên cứu sau này cho là cặp đôi đồng tính đầu tiên được ghi nhận.